# Sleeping Sun
«Sleeping Sun» es el tercer sencillo de la banda finlandesa Nightwish, de su segundo álbum Oceanborn. La canción fue escrita por Tuomas Holopainen y fue dedicada al eclipse que pasó por cielo europeo en 1999. Fue relanzado en CD y DVD a finales de octubre y principios de noviembre de 2005.

## Primera versión
La primera versión se grabó entre mayo y junio de 1999, registrada en los estudios de Finlandia, Caverock Studio / Finnvox.
Junto con las canciones Walking in the Air,Angels Fall First y Swanheart, Sleeping Sun también se publicó por primera vez en el MCD, Sleeping Sun — Four Ballads Of The Eclipse.
Después de 1998, la canción fue agregada en todos los álbumes recopilatorios, como en Tales from the Elvenpath (2004).

## Lanzamiento
La primera grabación de la canción fue entre mayo y junio de 1999. Fue grabada en el Caverock Studio y Finnvox Studios, ambos en Finlandia.
Más tarde, la canción fue añadida a todos los lanzamientos del álbum Oceanborn, y en 2004 también fue añadida en la compilación Tales from the Elvenpath.

## Videoclip
El vídeo muestra a Tarja sola y con un pelo de color rojo. Incluye de fondo muchas características terrenales de Finlandia, como los bosques y las playas. Fue filmado en Ivalo y en el río Inari, y dirigido por Sami Käyhkö.

### Equipo
- Director: Sami Käyhkö
- Productor: Paula Eronen
- Producto ejecutivo: Sami Manninen
- Cinematógrafo: Risto Laasonen
- Cámara de asistencia: Kalle Pekkala
- Viaje y organizr: Juha Virtala
- Maquillaje y vestuario: Johanna Pulli
- Asistente forzado: Esko Virtala, Ville Kyro
- Editores autónomos: Sami Käyhkö, Reko Turja
- Telecine colorista: Adam Vidovic
- Compositor en línea: Sami Käyhkö, Reko Turja

## Listado de canciones
1. «Sleeping Sun»
2. «Walking In The Air»
3. «Swanheart»
4. «Angels Fall First»

## Versión regrabada de 2005
En 2005, Nightwish anunció que sería lanzada una nueva compilación llamada Highest Hopes. Sleeping Sun aparecería en tal compilación pero no la versión original publicada en el álbum Oceanborn, sino que sería una versión regrabada de la canción. 
La banda además hizo un video de la nueva versión de la canción, pero en este Tarja se encuentra cantando en los restos de una guerra medieval. El sencillo fue lanzado dos días antes del despido de Tarja Turunen.

### Listado de canciones
1. «Sleeping Sun» (versión de Radio 2005)
2. «Sleeping Sun» (versión completa 2005)
3. «Sleeping Sun» (versión original)

### Listado de videoclips del DVD
1. Videoclip de «Sleeping Sun» (Versión 2005)
2. Videoclip de «Sleeping Sun» (Original)
3. «Sleeping Sun» (Concierto en vivo)

### Lista de posiciones
| Lista (2005)                    | Mejor posición |
| ------------------------------- | -------------- |
| Alemania (Media Control Charts) | 34             |
| Austria (Ö3 Austria Top 40)     | 47             |
| Finlandia (OFC)                 | 1              |